# Kevin Cheng
Kevin Cheng Ka-wing (nacido el 15 de agosto de 1969) es un actor y cantante hongkonés con nacionalidad estadounidense que se encuentra actualmente bajo gestión de la red TVB, una cadena de televisión de Hong Kong. Cheng saltó a la fama a finales del 2004 después de participar como actor, interpretando a su personaje principal en un drama titulada "Hard Fate", difundida por la red TVB. Además se hizo famoso cuando interpretó su personaje en otro drama titulado "Law Lik-ah" en el 2011, que le valió un Premio otorgado por la red TVB, esto durante su Aniversario nominado como Mejor Actor.

## Biografía
Cheng nació en San Francisco, California, en los Estados Unidos, pero se trasladó a Hong Kong a una edad temprana y pasó la mayor parte de su infancia allí. Realizó sus estudios en el Pun U Association Wah Yah Primary School, Wah Yan College y The Hong Kong International School en Hong Kong y la Escuela Secundaria de Alhambra, en los Estados Unidos. Durante sus días de escuela, su madre lo envió de regreso a San Francisco, donde vivía con su tío por espacio de dos años antes de regresar a Hong Kong, después de que su madre cambió de opinión acerca de la migración hacia los Estados Unidos. Completó su educación secundaria en Canadá. Estudió un grado de ingeniería civil en la Universidad Estatal de California en Los Ángeles, pero no terminó sus estudios porque su padre había fallecido y él quería regresar a Hong Kong para estar con su madre. Pues allí inicia su carrera artística como actor y cantante.
Está casado con Grace Chan desde 2018. En 2019 nació su primer hijo, en 2020 el segundo y en enero de 2023 dio a luz al tercero.

## Filmografía

### Películas
| Año  | Título                                                     | Personaje       | Notas      |
| ---- | ---------------------------------------------------------- | --------------- | ---------- |
| 1993 | The Tigers - The Legend of Canton 廣東五虎之鐵拳無敵孫中山 | Rickshaw Puller |            |
| 1995 | Hong Kong Graffiti 香江花月夜                              | Kelvin Cheung   |            |
| 1996 | Boy's? 假男假女                                            | Jaffee          |            |
| 2001 | Fing's Raver Fing頭K王之王                                 |                 |            |
| 2003 | Twilight Tubes Part III 不可思議星期二(第三輯)             |                 |            |
| 2004 | Instant Marriage 新婚告急                                  |                 |            |
| 2007 | Super Fans 甜心粉絲王                                      | Yee-cheng       |            |
| 2007 | Wonder Women 女人．本色                                    | Dr Yim Hok-fung |            |
| 2010 | 72 Tenants of Prosperity 七十二家房客                      | Firefighter     | guest star |
| 2011 | The Woman Knight of Mirror Lake 競雄女俠秋瑾               | Wang Tingjun    |            |
| 2013 | Ip Man: The Final Fight 葉問-終極一戰                      | Ip Man (young)  |            |
| 2013 | Badges of Fury 不二神探                                    | TV star         | cameo      |

### Series de Televisión
| Año  | Título                                | Personaje                                                                                  | Cadena                           | Premios / Nominaciones | Notas                 |
| ---- | ------------------------------------- | ------------------------------------------------------------------------------------------ | -------------------------------- | --- | --------------------- |
| 1994 | Mind Your Own Business 開心華之里     | Lee Sheung-Jun                                                                             | TVB                              | | cameo                 |
| 1999 | The Legendary Siblings 絕代雙驕       | Jiang Yulang                                                                               | TTV                              | |                       |
| 2000 | Legend of Heaven and Earth: Mermaid   |                                                                                            |                                  | |                       |
| 2001 | Shaolin Seven Sets                    |                                                                                            |                                  | |                       |
| 2002 | Network Love Story 一網情深           | Luk Nai-shing                                                                              | TVB / CCTV                       | |                       |
| 2002 | Burning Flame II 烈火雄心II           | Mark Kei Hing-tin                                                                          | TVB                              | |                       |
| 2002 | Slim Chances 我要Fit一Fit             | Sean Sze                                                                                   | TVB                              | |                       |
| 2003 | The Threat of Love 2 LovingYou我愛你2 | Shek Man-kit, Yeung Chi-kwong, Ho Jai, Chung Jai, Cheung Ho-chu, Sam, Lui Bong, Ho Kam-tim | TVB                              | |                       |
| 2003 | Better Halves 金牌冰人                | Yip Chi-chau                                                                               | TVB                              | |                       |
| 2003 | Not Just A Pretty Face 美麗在望       | Wilson Fok                                                                                 | TVB                              | |                       |
| 2003 | Point of No Return 西關大少           | Chan Kai-tong                                                                              | TVB                              | |                       |
| 2003 | Life Begins at Forty 花樣中年         | Ken Ying                                                                                   | TVB                              | |                       |
| 2004 | Hard Fate 翡翠戀曲                    | Ken Leung Ka-ming                                                                          | TVB                              | Astro Drama Awards for My Favourite Character Nominated — TVB Anniversary Awards for My Favourite Male Character |                       |
| 2004 | Split Second 爭分奪秒                 | Vincent Wong Ka-fai                                                                        | TVB                              | |                       |
| 2005 | Yummy Yummy                           | Chan Kar-lok                                                                               | TVB                              | Astro Drama Awards for My Favourite Character |                       |
| 2006 | Under the Canopy of Love 天幕下的戀人 | Alan Shum Long                                                                             | TVB                              | TVB Anniversary Award for Best Actor Astro Drama Awards for My Favourite Character Astro Drama Awards for My Favourite Couple (shared with Niki Chow) Nominated — TVB Anniversary Award for My Favourite Male Character (Top 5) Nominated — TVB Anniversary Award for Most Improved Male Artiste (Top 5) |                       |
| 2006 | Trimming Success 飛短留長父子兵       | Jason Fan Tin-long                                                                         | TVB                              | Nominated — TVB Anniversary Award for Most Improved Male Artiste (Top 5) |                       |
| 2006 | Placebo Cure 心理心裏有個謎           | Joe Cheung                                                                                 | TVB                              | | 2004 warehoused drama |
| 2007 | Life Art 寫意人生                     | Ryan Fong                                                                                  | TVB                              | |                       |
| 2007 | Devil's Disciples 強劍                | King Lui                                                                                   | TVB                              | Nominated — TVB Anniversary Awards for Best Actor (Top 20) | 2006 Warehoused drama |
| 2007 | The Ultimate Crime Fighter 通天幹探   | Aaron Chong Man-hei                                                                        | TVB                              | Nominated — TVB Anniversary Awards for My Favourite Male Character (Top 24) |                       |
| 2008 | The Seventh Day 最美麗的第七天        | Wayne Yau Chi-wing                                                                         | TVB                              | |                       |
| 2008 | Forensic Heroes II 法證先鋒II         | Ivan Yeung Yat-sing                                                                        | TVB                              | |                       |
| 2008 | Last One Standing 與敵同行            | Cheung Sing-hei                                                                            | TVB                              | Nominated — TVB Anniversary Award for Best Actor (Top 5) Nominated — TVB Anniversary Award for My Favourite Male Character (Top 10) |                       |
| 2009 | Burning Flame III 烈火雄心3           | Rex Cheuk Pak-yu                                                                           | TVB                              | Nominated — TVB Anniversary Award for Best Actor (Top 15) |                       |
| 2009 | Beyond the Realm of Conscience 宮心計 | Ko Hin-yeung                                                                               | TVB                              | Nominated — TVB Anniversary Award for My Favourite Male Character (Top 5) |                       |
| 2010 | A Fistful of Stances 鐵馬尋橋         | Ku Kin-shing / Ku Yu-cheung                                                                | TVB                              | Nominated - TVB Anniversary Award for Best Actor (Top 15) |                       |
| 2010 | Home Troopers 居家兵團                | Joseph Chukot Ching                                                                        | TVB                              | |                       |
| 2011 | Only You 只有您                       | Summer Ha Tin-sang                                                                         | TVB                              | |                       |
| 2011 | Ghetto Justice 怒火街頭               | LA Law Lik-ah (Law Ba)                                                                     | TVB                              | Asian Television Award for Best Actor in a Leading Role TVB Anniversary Award for Best Actor TVB Anniversary Award for My Favourite Male Character My Astro On Demand Awards for Best Actor My Astro On Demand Awards for My Top 15 Favourite Characters                                                 |                       |
| 2011 | Scarlet Heart 步步驚心                | Yinsi, the Eighth Imperial Prince                                                          | HBS                              | |                       |
| 2012 | Mystery in the Palace 深宮諜影        | Getai                                                                                      |                                  | |                       |
| 2012 | Gloves Come Off 拳王                  | Tong Sap Yat                                                                               | TVB                              | Nominated — TVB Anniversary Award for Best Actor (Top 10) |                       |
| 2012 | Ghetto Justice II 怒火街頭2           | LA Law Lik-ah (Law Ba)                                                                     | TVB                              | Nominated — TVB Anniversary Award for My Favourite Male Character (Top 10) |                       |
| 2012 | Hero 英雄                             | King Fuchai of Wu                                                                          | CTS                              | |                       |
| 2013 | Ip Man 葉問                           | Ye Wen                                                                                     | Suzhou Funa Films and Television | |                       |
| 2015 | Eye in the Sky 天眼                   | Szeto Shun                                                                                 | TVB                              | |                       |

## Discografía

### Álbumes
| Año  | Título                 | Notas                   |
| ---- | ---------------------- | ----------------------- |
| 1993 | Kevin 鄭嘉穎           | Self-titled Debut Album |
| 1994 | 全因身邊有             |                         |
| 2006 | Kevin 鄭嘉穎新曲加精選 | Compilation + New Songs |
| 2013 | 說來話長               | Mandarin Album          |

### Canciones de dramas difundida por la red TVB
| Año  | Título                                          | Drama                    | Notas                 |
| ---- | ----------------------------------------------- | ------------------------ | --------------------- |
| 2005 | 與朋友共 (With Friends)                         | Yummy Yummy              | duet with Raymond Lam |
| 2005 | 三角兩面 (Three Corners With Two Sides)         | Yummy Yummy              |                       |
| 2006 | 愛平凡 (Love Ordinary)                          | Trimming Success         |                       |
| 2006 | 請講 (Please Say)                               | Under the Canopy of Love | duet with Niki Chow   |
| 2007 | 活得寫意 (Live an Enjoyable Life)               | Life Art                 |                       |
| 2007 | 強劍 (Sacred Sword)                             | Devil's Disciples        | duet with Bosco Wong  |
| 2008 | 最美麗的第七天 (The Most Beautiful Seventh Day) | The Seventh Day          |                       |
| 2008 | 抱著空氣 (Embracing the Air)                    | The Seventh Day          | duet with Niki Chow   |
| 2009 | 有意 (Intentions)                               | Burning Flame III        | duet with Myolie Wu   |
| 2010 | 雪下思 (Thinking Under Snow)                    | A Fistful of Stances     |                       |
| 2012 | 一擊即中 (One-Shot Hit)                         | Gloves Come Off          |                       |

### Otros
| Año  | Título            | Drama                                                                   | Notas |
| ---- | ----------------- | ----------------------------------------------------------------------- | ----- |
| 2006 | Put Your Hands Up | 2006 World Cup Theme, performed with Raymond Lam, Ron Ng and Bosco Wong |       |

## Premios

### Premios de TVB durante su aniversario
Won
| Año  | Premio                       | Rendimiento                                  | Notas |
| ---- | ---------------------------- | -------------------------------------------- | ----- |
| 2006 | Best Actor in a Leading Role | "Alan Shum Long" in Under the Canopy of Love |       |
| 2011 | Best Actor in a Leading Role | "Law Lik-ah" in Ghetto Justice               |       |
| 2011 | My Favourite Male Character  | "Law Lik-ah" in Ghetto Justice               |       |
| 2011 | TVB.COM Popularity Award     |                                              |       |

Nominaciones
| Año  | Nominación                       | Rendimiento                                         | Notas |
| ---- | -------------------------------- | --------------------------------------------------- | ----- |
| 2004 | My Favourite Male Character      | "Kent Leung Ka-Ming" in Hard Fate                   |       |
| 2006 | Best Actor in a Leading Role     | "Alan Shum Long" in Under the Canopy of Love        |       |
| 2006 | My Favourite Male Character      | "Alan Shum Long" in Under the Canopy of Love        |       |
| 2006 | Most Improved Actor Nomination   |                                                     |       |
| 2007 | Best Actor in a Leading Role     | "Ging Lui" in Devil's Disciples                     |       |
| 2007 | My Favourite Male Character      | "Aaren Ching Man-Hei" in The Ultimate Crime Fighter |       |
| 2008 | Best Actor in a Leading Role     | "Cheung Sing-Hei" in Last One Standing              |       |
| 2008 | My Favourite Male Character      | "Cheung Sing-Hei" in Last One Standing              |       |
| 2008 | Most Fashionable Charming Artist |                                                     |       |
| 2009 | Best Actor in a Leading Role     | "Rex Cheuk Pak-Yu" in Burning Flames III            |       |
| 2009 | My Favourite Male Character      | "Ko Hing-Yeung" in Beyond the Realm of Conscience   |       |
| 2011 | My Favourite Male Character      | "Law Lik-ah" in Ghetto Justice                      |       |
| 2011 | Best Actor in a Leading Role     | "Law Lik-ah" in Ghetto Justice                      |       |
| 2011 | TVB.COM Popularity Award         |                                                     |       |

### Otros
| Año  | Premio | Notas |
| ---- | --- | ----- |
| 1994 | Metro Radio Golden Song Awards — Best New Artist                                                             |       |
| 1994 | TVB Jade Solid Gold Music Awards — Most Popular Newcomer (silver)                                            |       |
| 1994 | RTHK Top 10 Chinese Song Awards — Most Promising Newcomer (bronze)                                           |       |
| 1994 | Commercial Radio Music Awards — Best New Artist (gold)                                                       |       |
| 2003 | Men's Uno — Stylish Actor                                                                                    |       |
| 2004 | Hong Kong Designer Awards — Top 10 Best Dressed People                                                       |       |
| 2005 | Malaysia Astro Wah Lai Toi Awards — Favourite Character (Leung Ka-ming in Hard Fate)                         |       |
| 2006 | TVB Magazine Popularity Awards — Top 10 Most Popular TV Character (Alan in Under the Canopy of Love)         |       |
| 2006 | TVB Magazine Popularity Awards — Most Popular Magazine Cover (with Niki Chow)                                |       |
| 2006 | Jessica Magazine — Extraordinary Charm                                                                       |       |
| 2006 | TVB Children Song Awards — Top 10 Children Songs & Children Songs Gold Award for Keroro (军曹)               |       |
| 2006 | TVB Jade Solid Gold Best Songs Round 2 — Most Popular Mandarin Song for Helpless (無可奈何)                  |       |
| 2006 | TVB8 Gold Songs 2006 4th Quarter Selections — Gold Song for Helpless (無可奈何)                              |       |
| 2006 | TVB 39th Anniversary Awards — Best Actor in a Leading Role (Alan in Under the Canopy of Love)                |       |
| 2007 | Malaysia Astro Wah Lai Toi Awards — Favourite Character (Chan Ka-lok in Yummy Yummy)                         |       |
| 2007 | Hong Kong Media Top 10 Artist Awards — 4th Place                                                             |       |
| 2007 | Hong Kong Media Top 10 TV Program Awards — 9th Place (Under the Canopy of Love)                              |       |
| 2008 | Malaysia Astro Wah Lai Toi Awards — Favourite Character (Alan in Under the Canopy of Love)                   |       |
| 2008 | Malaysia Astro Wah Lai Toi Awards — Favourite Theme Song (請講 from Under the Canopy of Love)                |       |
| 2008 | Malaysia Astro Wah Lai Toi Awards — Favourite On-Screen Couple (Kevin Cheng and Niki Chow)                   |       |
| 2011 | My Astro On Demand Awards — Best Actor (Ghetto Justice)                                                      |       |
| 2011 | My Astro On Demand Awards — My Top 15 Favourite Characters (Law Lik-ah in Ghetto Justice)                    |       |
| 2011 | Asian Television Awards 2011 — Best Actor in a Leading Role (Law Lik-ah in Ghetto Justice)                   |       |
| 2011 | Beijing's TV Drama Awards Made in China 2011 — Most Popular Network Actor of the Year Award (Ghetto Justice) |       |